# 格内斯塔市镇
格内斯塔市镇（瑞典語：Gnesta kommun）是瑞典东南部南曼兰省的一个市镇。其治所位于格内斯塔，约有5,000名居民。